# Sergej Jutkevitj
Sergej Jutkevitj (russisk: Серге́й Ио́сифович Ютке́вич) (født 28. december 1904 i Sankt Petersborg i det Russiske Kejserrige, død 23. april 1985 i Moskva i Sovjetunionen) var en sovjetisk filminstruktør og manuskriptforfatter.

## Filmografi
- Modplan (Встречный, 1932)[1][2]
- Minearbejdere (Шахтёры, 1937)
- Mand med en pistol (Человек с ружьём, 1938)
- Jakov Sverdlov (Яков Свердлов, 1939)
- Hej Moskva! (Здравствуй, Москва!, 1945)
- Lys over Rusland (Свет над Россией, 1947)
- Tre møder (Три встречи, 1948)
- Prsjevalskij (Пржевальский, 1951)
- Oprøret i bjergene (Великий воин Албании Скандербег, 1954)
- Othello (Отелло, 1956)
- Rasskazy o Lenine (Рассказы о Ленине, 1957)
- Lenin v Polsje (Ленин в Польше, 1966)
- Sjuzjet dlja nebolsjogo rasskaza (Сюжет для небольшого рассказа, 1969)
- Lenin v Parizje (Ленин в Париже, 1981)